# Рокки 3
«Рокки 3» (англ. Rocky III; название на DVD — «Рокки III») — американский спортивный драматический фильм 1982 года. Автор сценария, режиссёр и исполнитель главной роли — Сильвестр Сталлоне. Это продолжение фильма «Рокки 2» (1979) и третья часть франшизы «Рокки». В фильме также снимались Талия Шир, Берт Янг, Карл Уэзерс и Бёрджесс Мередит. В фильме Рокки Бальбоа (Сталлоне) сталкивается с жесткой конкуренцией со стороны Клаббера Лэнга (Мистер Ти), нового сильного соперника, и после личной трагедии обращается к неожиданному тренеру.
Работа над фильмом началась вскоре после выхода его предшественника. Сталлоне начал соблюдать строгую диету и режим тренировок, готовясь к съемкам «Рокки 3». Несмотря на то, что возвращение оригинального актёрского состава было быстро обеспечено, кастинг на роль Лэнга оказался сложным: в разные моменты к проекту подключались настоящие боксеры Джо Фрейзер и Эрни Шейверс. Мистер Ти был принят в 1981 году после победы в конкурсе «Лучший вышибала Америки», и этот фильм считается его прорывной ролью. «Рокки 3» — первый фильм франшизы, который не распространялся исключительно компанией United Artists, в связи со слиянием компании с Metro-Goldwyn-Mayer в 1981 году.
Фильм получил в целом смешанные отзывы, в которых хвалили его боевые эпизоды и музыку, но критиковали сценарий, а некоторые критики сочли фильм ненужным. Мировые сборы «Рокки 3» составил 270 миллионов долларов, превзойдя своих предшественников и став 2-м после «Рокки 4» самым кассовым фильмом франшизы и четвёртым самым кассовым фильмом 1982 года. Песня «Eye of the Tiger» стала хитом и была номинирована на премию «Оскар» в категории «Лучшая оригинальная песня». Сиквел фильма, «Рокки 4», вышел в 1985 году.

## Сюжет
После победы над Аполло Кридом Рокки Бальбоа стал новым чемпионом мира в тяжёлом весе и 10 раз успешно защитил свой титул. С каждой новой победой его известность и богатство растёт, Рокки появляется всюду, в знаменитых журналах и телешоу в качестве звёздного гостя, рекламирует множество товаров. В то же время боксёр Джеймс «Клаббер» Лэнг, наблюдающий с недовольным видом из зрительного зала за победами Рокки, неустанно тренируется, одерживает победу за победой и увеличивает свой рейтинг, становясь претендентом номер один на титул чемпиона.
1982 год. Шурин Рокки Поли (Берт Янг), тайно завидующий успеху Рокки, напившись, в гневе разбивает автомат для игры в пинбол с изображением Рокки. Рокки вызволяет шурина из полиции, но тот обвиняет Рокки в том, что тот забыл о нём. Рокки обзывает Поли «ревнивой, ленивой занудой». После нескольких неудачных попыток ударить Рокки Поли забывает свою гордость и просит зятя найти ему работу. Рокки, расстроенный, но все ещё сочувствующий своему шурину, отвечает: «Всё, что ты должен был сделать, это попросить», и делает Поли своим секундантом.
Рокки соглашается на показательный бой в целях благотворительности с чемпионом по рестлингу Тандерлипсом (Халк Хоган). Рокки кружит вокруг могучего оппонента, нанося лёгкие удары, но Тандерлипс неожиданно обрушивает сокрушительные удары, применяет приёмы рестлинга (в частности свой излюбленный приём «Атомный Лег Дроп»). Он поднимает Рокки с ринга и бросает его на зрителей. Пока обезумевший Тандерлипс расшвыривает зрителей и полицейских, Рокки снимает перчатки и поднимается на ринг. Чемпион наносит Тандерлипсу несколько сокрушительных ударов и ловит его на удушающий приём, а после выбрасывает противника за ринг. Судьи останавливают бой и объявляют ничью. Тандерлипс благодарит Рокки за бой и даже соглашается сфотографироваться с семьёй Рокки. Когда Рокки спрашивает Тандерлипса, не сошёл ли тот с ума, тот просто отвечает: «Это и есть показательный бой».
Во время открытия своей статуи в Филадельфии Рокки объявляет о желании уйти из бокса. В этот момент появляется Клаббер Лэнг, вызывает Рокки на бой и критикует все его последние бои, говоря, что они подстроены. Рокки сначала отказывается, но дерзкий Лэнг предлагает его жене заняться сексом с ним, настоящим мужчиной, и Рокки, возмущённый таким непристойным выпадом в адрес своей супруги, в порыве ярости соглашается на бой, дабы защитить честь последней. Микки, его тренер, не хочет участвовать в этом и отказывается тренировать Рокки. После во время беседы он признаётся Рокки, что все его противники были подобраны (или, по словам Микки, «они были хорошими бойцами, но они не были убийцами»). Из-за того, что в бою с Аполло Рокки сильно досталось, Микки решил взять на себя заботу о здоровье Рокки. Он также говорит Рокки, что его время прошло, что все уходят — президенты, генералы… А Лэнг — это молодая и голодная «машина разрушения», и что у Рокки нет никакого шанса победить его. Рокки всё же убеждает Микки тренировать его в последний раз. Но, несмотря на свое обещание Микки «жить в спортзале», Рокки тренируется в зале в Лас-Вегасе, заполненном журналистами и зрителями; из-за них он постоянно отвлекается и явно не относится к своим тренировкам серьёзно. B то же время Клаббер, решительно настроенный на победу, усердно тренируется в одиночку в захудалом здании.
Лэнг и Рокки встречаются на пути из раздевалки, где Лэнг опять начинает критиковать и оскорблять соперника. Разгневанный Рокки не сдерживается и бросается в драку; в суматохе Лэнг случайно толкает неудачно подвернувшегося Микки, и у пожилого тренера начинается сердечный приступ. Рокки уносит Микки в раздевалку и говорит Поли, чтобы он отменил бой, но Микки заставляет боксёра выйти на ринг. К началу боя Рокки разъярён и сильно взволнован состоянием своего тренера, поэтому сразу бросается в атаку, но теряется, получив отпор от могучего Лэнга. Рокки деморализован и говорит, что без поддержки Микки он проиграет. Bо втором раунде Лэнг сразу же захватывает инициативу и сокрушительными ударами отправляет Рокки на пол. Рокки возвращается в раздевалку, чтобы в последний раз поговорить с Микки, говоря ему, что бой окончен во втором раунде. Микки ошибочно думает, что это Рокки выиграл, и умирает спокойно.
После похорон своего наставника Рокки в состоянии депрессии идёт в старый спортзал Микки, где встречает своего бывшего противника Аполло, который был свидетелем его матча с Лэнгом в качестве почётного гостя; тот, сочувствуя его неудаче, предлагает ему свою помощь в тренировках и подготовке к реваншу с Лэнгом. Крид ведёт его в трущобы Лос-Анджелеса, пытаясь вернуть Рокки к началу его пути. Сначала у Рокки, ещё не оправившегося от своего поражения и смерти Микки, ничего не выходит с тренировками. Однако после его признания Адриане, что он боится, и после того как Адриана советует Рокки бороться только ради себя и никого больше, он воодушевляется и полностью выкладывается на тренировках. Чтобы победить злого и «голодного» Лэнга, Рокки приходится сбросить вес, включить в тренировочный график бассейн, скакалку и танцы под первобытный фанк негритянских гетто. Его новый тренер хочет, чтобы Рокки к своему стилю добавил ещё и скорость.
Повторный бой происходит в Мэдисон Сквер-Гарден в Нью-Йорке. В начале боя похудевший Рокки сразу набрасывается на Лэнга с необычайной силой и скоростью, которой от него никто, включая самого Лэнга, не ожидал. В результате Рокки полностью лидирует в первом раунде, забивая удар за ударом и демонстрируя свою новооткрытую скорость и примесь стиля Аполло, да ещё и танцуя вокруг соперника. Во втором раунде Лэнг идёт в атаку, и Рокки полностью изменяет свою тактику, которая несколько смущает Аполло; он преднамеренно позволяет Лэнгу ударять его, насмехаясь над ним, для того чтобы противник выдохся.
В третьем раунде Лэнг, привыкший к быстрым победам нокаутом в начальных раундах, быстро исчерпывает все свои силы. Рокки, чувствуя, что положение меняется в лучшую для него сторону, переходит в атаку, обрушивая град ударов на сбитого с толку и уставшего Лэнга, и отправляет его на пол. Рефери отсчитывает 10 секунд.
После боя Рокки и Аполло возвращаются в спортивный зал Микки для дружеского спарринга. Оба бойца первым ударом одновременно попадают по друг другу. В фильме «Крид: Наследие Рокки» на вопрос cына Аполло Адониса Рокки отвечает, что тот бой выиграл не он, а Аполло.

## В ролях
- Сильвестр Сталлоне — Рокки Бальбоа
- Талия Шайр — Адриана Бальбоа
- Берт Янг — Поли Пеннино
- Мистер Ти — Джеймс «Клаббер» Лэнг
- Карл Уэзерс — Аполло Крид
- Бёрджесс Мередит — Микки Голдмил
- Тони Бёртон — Тони «Дюк» Эверс
- Халк Хоган — Тандерлипс
- Дэвид Р. Эллис — соперник

## Сборы
- США: 125 миллионов долларов[1].

## Отзывы
На сайте-агрегаторе Rotten Tomatoes фильм имеет рейтинг 63 % на основании 38 критических отзывов. На сайте Metacritic рейтинг фильма составляет 57 из 100 на основании 10 отзывов.

## Награды и номинации
- Номинация на премию «Оскар» за лучшую песню «Eye of the Tiger».
- Номинация на премию «Золотой глобус» за лучшую песню «Eye of the Tiger».
- Номинация на премию «BAFTA» за лучшую песню «Eye of the Tiger».
- Номинация на премию «Золотая малина» за худшую новую звезду — Мистер Ти.
- Номинация на премию Японской киноакадемии за лучший фильм года
- Номинация на премию NAACP Image Award за лучший фильм года
- Номинация на включение песни «Eye of the Tiger» в 100 лучших песен из американских фильмов за 100 лет по версии AFI.

## Съёмки
- На роль Клаббера Ланга (всего прошли пробы более 1200 человек) первым претендентом был бывший боксёр-профессионал, один из сильнейших нокаутёров 70-х годов тяжеловес Эрни Шейверс. Шейверс пришёл на спарринг со Сталлоне, получив от него указание не бить актёра. Сталлоне на протяжении нескольких минут «обхаживал» Шейверса со всех сторон, а тот терпел. Но, в конце концов, Шейверс не выдержал и ударил Сталлоне под рёбра. Тот согнулся от боли и с помощью помощников молча покинул ринг. Сталлоне после этого сказал, что «ты чуть не убил меня, я пошёл в мужской туалет и меня там вырвало».[4] В итоге Шейверс роль не получил.
- Первым выбором Сталлоне в качестве заглавной песни картины была Another One Bites the Dust группы Queen.[5] Певец Джо Эспозито специально для фильма написал песню «Ты — лучший», но её также отклонил Сталлоне. Позднее композиция Эспозито звучала в фильме «Малыш-каратист» (1984).[6]
- Боксёр Фрэнк Бруно в 1995-м году записал кавер-версию сингла Eye of the Tiger.[7]